# گرانت شاپس
گرانت شاپس (زاده ۱۴ سپتامبر ۱۹۶۸)، یک سیاستمدار بریتانیایی است که از ۱۹ تا ۲۵ اکتبر ۲۰۲۲ به عنوان وزیر کشور بریتانیا خدمت کرد. او قبلاً از سال ۲۰۱۹ تا ۲۰۲۲ به عنوان وزیر امور حمل و نقل در دولت جانسون خدمت کرده‌است. او که یکی از اعضای حزب محافظه‌کار است از زمان انتخابات عمومی سال ۲۰۰۵، عضو پارلمان برای ولوین هتفیلد است. شاپس از ۳۱ اوت ۲۰۲۳ تا ۵ ژوئیه ۲۰۲۴، وزیر دفاع بریتانیا بود.